# Loxostege sulphuralis
Loxostege sulphuralis là một loài bướm đêm trong họ Crambidae.